# Carl Barât (album)
Carl Barât is het solo-debuutalbum van Libertines-co-frontman Carl Barât. Het album werd op 4 oktober 2010 uitgebracht in het Verenigd Koninkrijk. The album is gemasterd in New York was het eerste album uitgebracht door zijn zelf-gefinancierde platenlabel Arcady, maar gedistribueerd door Rough Trade Records.
De eerst uitgebrachte single van dit album was "Run with the Boys".
De release werd zo gepland dat het album gelijktijdig uitkwam met Barâts memoires, getiteld Threepenny Memoirs.

## Tracks
1. "The Magus"
2. "Je Regrette, Je Regrette"
3. "She's Something"
4. "Carve My Name"
5. "Run With The Boys"
6. "The Fall"
7. "So Long, My Lover"
8. "What Have I Done"
9. "Shadows Fall"
10. "Ode To A Girl"
11. "Death Fires Burn at Night (Japanese bonus track)"
12. "Irony of Love (Japanese bonus track)"